# Paulo Almeida
Paulo Almeida Santos, mais conhecido como Paulo Almeida (Itarantim, 20 de Abril de 1981), é um ex-futebolista brasileiro que atuava como volante.

## Carreira
Chegou em Santos com apenas 15 anos, em 1997, e morou no alojamento da Vila Belmiro enquanto era jogador das categorias de base do Santos.
Após ir bem na Copa São Paulo de 2000, foi promovido ao profissional pelo técnico Giba. Estreou em 10 de maio, aos 19 anos, na vitória por 1x0 sobre o Guarani no Estádio Brinco de Ouro. Atuou em mais uma partida naquele ano.
Se consolidou em 2002 e foi um dos jogadores que se destacaram no Campeonato Brasileiro daquele ano defendendo o time alvinegro. Os "Meninos da Vila" foram campeões brasileiros em 2002 e Paulo era o capitão, aos 22 anos. Deles saíram para o mundo Diego, Robinho, Renato, Elano, entre outros.
No vice-campeonato da Taça Libertadores da América de 2003, uma cena curiosa ficou marcada em sua carreira: durante a final, o jogador chegou a tirar o cartão amarelo das mãos do juiz e mostrar-lhe como forma de repreensão à sua arbitragem.
Deixou o clube em 2004, após realizar 164 partidas.
No segundo semestre de 2004, o jogador foi para o Benfica, de Portugal, onde esteve muito abaixo das expectativas. Pouco tempo depois, passou para o reserva e do reserva para o Benfica B.
Após rescindir contrato com os Encarnados, Paulo Almeida foi contratado pelo Corinthians em 2006, onde pouco jogou.
Após a saída do clube paulista, o jogador passou pelo Náutico para a disputa do Campeonato Pernambucano e Campeonato Brasileiro de 2008. Porém, foi dispensado por deficiência técnica, e foi jogar o restante do Campeonato Brasileiro da Série B de 2008 pelo ABC de Natal.
Sem jogar em 2009, Paulo Almeida assinou em 2010 com o União Rondonópolis, para jogar o campeonato estadual.
Após uma passagem curta pelo time mato-grossense, Paulo jogou pelo clube iraniano Saba Qom entre 2010 e 2011.
Em 2012, Paulo assinou contrato com o Itumbiara. Ainda em 2012, Paulo atuou pelo Mixto, saindo posteriormente por atrasos de salários.
Em janeiro de 2013, Paulo Almeida assinou contrato com o time mineiro Uberlândia Esporte Clube por uma temporada.
Em 2014, voltou novamente para o Mixto, e em 2015 assinou com o ECPP Vitória da Conquista.

### Seleção brasileira
Pela Seleção Brasileira, disputou em 2003, na condição de titular e capitão, a Copa Ouro da CONCACAF, ocasião esta em que o plantel e a comissão técnica olímpica representaram a seleção principal. Paulo Almeida atuou, insubstituivelmente, as 5 partidas do torneio, e a equipe encerrou a campanha obtendo o vice-campeonato.

## Títulos
Santos
- Campeonato Brasileiro: 2002[27]

Benfica
- Campeonato Português: 2004–05

União Rondonópolis
- Campeonato Mato-grossense: 2010

Rio Branco
- Campeonato Acreano: 2011

Mixto
- Campeonato Mato-grossense: 2012